# Richard Trexler
Richard Trexler, bekannt als Richard C. Trexler (* 27. März 1932 in Philadelphia; † 8. März 2007 in Princeton, New Jersey), war ein US-amerikanischer Historiker und Professor für Geschichte an der Binghamton University, State University of New York. Trexler gilt als Experte für die Renaissance, für die Reformation in Italien und für Behaviorist History. Er hat mehr als 50 Werke veröffentlicht.

## Werke (Auswahl)
- Dependence in context in Renaissance Florence. Binghampton, New York 1994 (Medieval & Renaissance Texts & Studies 111). Digitalisat bei Internet Archive

- Public Life in Renaissance Florence. New York: Academic 1980 (Studies in Social Discontinuity).[2]